# 松沢勇虫
松沢 勇虫は、日本の俳優。

## 出演作品

### 映画
※すべて東映配給作品
- 新幹線大爆破（1975年） - 電話局係員
- 横浜暗黒街 マシンガンの竜（1976年）
- 狭山裁判（1976年） - 仮面
- 新宿酔いどれ番地 人斬り鉄（1977年）
- トラック野郎・突撃一番星（1978年） - 港湾事務員

### テレビドラマ
- 大河ドラマ / 太閤記（1965年、NHK）
- ジャイアントロボ（1968年、NET / 東映）
  - 第13話「悪魔の眼ガンモンス」 - ユニコーン・アラー国機関員[1]
  - 第16話「怪ロボットGR2」 - ユニコーン・スイス支部機関員[2]
- 特別機動捜査隊（NET / 東映）
  - 第370話「挑戦」（1968年）
  - 第379話「決闘」（1969年）
- プレイガール（東京12Ch / 東映）
  - 第23話「くれない追撃作戦」（1969年）
  - 第86話「生きていた花嫁」（1970年）
  - 第158話「暴力教師暴発す!」（1972年）
- 男一番!タメゴロー（1970年、NET / 東映）
- 江戸川乱歩シリーズ 明智小五郎 第24話「拝啓 地下帝国殿下 大暗室より」（1970年、東京12Ch / 東映）
- キイハンター（TBS / 東映）
  - 第23話「必死の逃亡 1:3」（1969年）　松沢勇名義
  - 第147話「暗殺団と強盗団 スキーで珍道中」（1971年）
  - 第177話「殺しはキッスで始まった」（1971年）
  - 第196話「1972紅の翼大空を行く」（1972年）
- 仮面ライダーシリーズ（MBS / 東映）
  - 仮面ライダー 第16話「悪魔のレスラー ピラザウルス」（1971年） - バスの乗客
  - 仮面ライダーV3 第35話「キバ男爵 最後の変身」（1973年） - デストロンの脱走者
- さすらいの狼（1972年、NET / 東映）
  - 第9話「竜が怒る剣の舞」
  - 第14話「謎の早馬」
- 超人バロム・1 第13話「魔人タコゲルゲが子供をねらう!」（1972年、YTV / 東映） - ガードマン
- アイアンキング（TBS / 宣弘社） - 幻の皐月
  - 第12話「東京非常事態宣言」（1972年）※ノンクレジット
  - 第13話「地下要塞攻撃命令」（1973年）
- 非情のライセンス（NET / 東映）
  - 第1シリーズ
    - 第2話「兇悪の迷路」（1973年）
    - 第14話「兇悪の愛」（1973年）
    - 第20話「兇悪の正義」（1973年） - 社員
    - 第40話「兇悪の望郷」（1974年）

  - 第2シリーズ（1976年）
    - 第68話「兇悪の声」 - 電気屋の店員
    - 第96話「兇悪のカムバック」 - 記者
- 鉄人タイガーセブン 第2話「甦ったミイラ原人の復讐」（1973年、CX / ピー・プロダクション） - 記者
- イナズマン 第3話「黒い死を呼ぶファントム地獄!」（1973年、NET / 東映） - 細野
- キカイダー01 第40話「脱出!! 冷凍ビジンダー危機一髪」（1974年、NET / 東映） - 作業員
- 夜明けの刑事 第3話「隣の家の秘密」（1974年、TBS / 大映テレビ）
- Gメン'75（TBS / 東映）
  - 第46話「白バイ警官連続射殺事件」（1976年）
  - 第111話「Gメン対県警・女子大生殺し」（1977年）
  - 第121話「パトロール警官と女性連続殺人の謎」（1977年） - 看守
- 宇宙鉄人キョーダイン 第28話「にげろ! 空飛ぶ人喰いビルデング」（1976年、MBS / 東映） - 若者
- 小さなスーパーマン ガンバロン 第22話「たたりか! 暴れだした地獄魔神」（1977年、NTV / 読売広告社 / 創英舎） - 泥棒
- UFO大戦争 戦え! レッドタイガー（1978年、東京12Ch / 創英舎） - ブラックデンジャー軍指揮官
  - 第3話「お母さんの仮面」
  - 第22話「南房総に侵略基地」
  - 第23話「フラミンゴの子供たち」
- がんばれ!レッドビッキーズ 第21話「シゲのファインプレー」（1978年、ANB / 東映）